# Revival (album de Selena Gomez)
Pour les articles homonymes, voir Revival (homonymie).
Albums de Selena Gomez
For You
(2014) Rare
(2020)
Singles
1. Good For You
Sortie : 26 juin 2015
2. Same Old Love
Sortie : 7 octobre 2015
3. Hands To Myself
Sortie : 20 janvier 2016
4. Kill Em With Kindness
Sortie : 6 juin 2016

Revival est le deuxième album en studio de la chanteuse américaine Selena Gomez comme soliste. Il a été publié le 9 octobre 2015 via Interscope et Polydor Records,,, à la suite de Stars Dance (2013). C'est le premier projet qu'elle réalise avec son nouveau label discographique, après avoir terminé le contrat avec Hollywood Records, avec qui elle avait publié la compilation For You et le single The Heart Wants What It Wants, en 2014. L'album contient aussi une chanson réalisée avec le rappeur A$AP Rocky et des collaborations avec des producteurs tels que Rock Mafia, Hit-Boy, et Stargate. L'album est lié au Revival Tour, qui a eu lieu en 2016.

## Pistes
| Revival (Standard Edition) | Revival (Standard Edition)      | Revival (Standard Edition) | Revival (Standard Edition)                            | Revival (Standard Edition) | Revival (Standard Edition) | Revival (Standard Edition) | Revival (Standard Edition) | Revival (Standard Edition) | Revival (Standard Edition) |
| No                         | Titre                           | Auteur | Producteur(s)                                         | Durée                      |                            |                            |                            |                            |                            |
| -------------------------- | ------------------------------- | --- | ----------------------------------------------------- | -------------------------- | -------------------------- | -------------------------- | -------------------------- | -------------------------- | -------------------------- |
| 1.                         | Revival                         | - Selena Gomez - Antonina Armato - Tim James - Benjamin Dherbecourt - Chauncey Hollis - Justin Tranter - Julia Michaels - Adam Schmalholz | - Rock Mafia - Hit-Boy - Selena gomez - Dubkiller     | 4:06                       |                            |                            |                            |                            |                            |
| 2.                         | Kill 'Em With Kindness          | - Gomez - Armato - Dherbecourt - James - Benjamin Levin - Dave Audé                                                                       | - Rock Mafia - Benny Blanco - Selena gomez - R3drum   | 3:37                       |                            |                            |                            |                            |                            |
| 3.                         | Hands to Myself                 | - Tranter - Selena gomez - Michaels - Robin Fredriksson - Mattias Larsson - Max Martin                                                    | - Mattman & Robin - Max Martin                        | 3:20                       |                            |                            |                            |                            |                            |
| 4.                         | Same Old Love                   | - Tor Hermansen - Mikkel Eriksen - Selena gomez - Levin - Dherbecourt - Charlotte Aitchison - Ross Golan                                  | - Stargate - Benny Blanco                             | 3:49                       |                            |                            |                            |                            |                            |
| 5.                         | Sober                           | - Selena gomez - Chloe Angelides - Jacob Kasher Hindlin - Dherbecourt - Michaels - Eriksen - Hermansen                                    | - Stargate - Dreamlab                                 | 3:14                       |                            |                            |                            |                            |                            |
| 6.                         | Good for You (feat. ASAP Rocky) | - Selena Gomez - Michaels - Tranter - Nick Monson - Nolan Lambroza - Rakim A. Mayers - Hector Delgado                                     | - Monson - Lambroza - Dreamlab - Delgado - ASAP Rocky | 3:41                       |                            |                            |                            |                            |                            |
| 7.                         | Camouflage                      | - Badrilla Bourelly - Christopher Braide                                                                                                  | - Braide - Dreamlab                                   | 4:09                       |                            |                            |                            |                            |                            |
| 8.                         | Me & the Rhythm                 | - Selena Gomez - Tranter - Michaels - Fredriksson - Larsson                                                                               | Mattman & Robin                                       | 3:33                       |                            |                            |                            |                            |                            |
| 9.                         | Survivors                       | - Golan - Steve Mac | - Mac - Dreamlab                                      | 3:41                       |                            |                            |                            |                            |                            |
| 10.                        | Body Heat                       | - Selena Gomez - Armato - James - Hollis - Tranter - Michaels                                                                             | - Rock Mafia - Hit-Boy                                | 3:27                       |                            |                            |                            |                            |                            |
| 11.                        | Rise                            | - Selena Gomez - Armato - James - Hollis - Schmalholz                                                                                     | - Rock Mafia - Hit-Boy                                | 2:47                       |                            |                            |                            |                            |                            |
| 39:40                      |                                 | |                                                       |                            |                            |                            |                            |                            |                            |

| Revival Deluxe Edition | Revival Deluxe Edition | Revival Deluxe Edition | Revival Deluxe Edition     | Revival Deluxe Edition | Revival Deluxe Edition | Revival Deluxe Edition | Revival Deluxe Edition | Revival Deluxe Edition | Revival Deluxe Edition |
| No                     | Titre                  | Auteur                 | Producteur(s)              | Durée                  |                        |                        |                        |                        |                        |
| ---------------------- | ---------------------- | ---------------------- | -------------------------- | ---------------------- | ---------------------- | ---------------------- | ---------------------- | ---------------------- | ---------------------- |
| 12.                    | Me & My Girls          | - Selena Gomez         | - Selena gomez - Dubkiller | 3:30                   |                        |                        |                        |                        |                        |
| 13.                    | Nobody                 | - Selena Gomez         |                            | 3:37                   |                        |                        |                        |                        |                        |
| 14.                    | Perfect                | - Selena Gomez         |                            | 4:02                   |                        |                        |                        |                        |                        |
| 50:49                  |                        |                        |                            |                        |                        |                        |                        |                        |                        |

| Revival Deluxe Edition (5 bonus tracks) | Revival Deluxe Edition (5 bonus tracks) | Revival Deluxe Edition (5 bonus tracks)                                                    | Revival Deluxe Edition (5 bonus tracks)          | Revival Deluxe Edition (5 bonus tracks) | Revival Deluxe Edition (5 bonus tracks) | Revival Deluxe Edition (5 bonus tracks) | Revival Deluxe Edition (5 bonus tracks) | Revival Deluxe Edition (5 bonus tracks) | Revival Deluxe Edition (5 bonus tracks) |
| No                                      | Titre                                   | Auteur                                                                                     | Producteur(s)                                    | Durée                                   |                                         |                                         |                                         |                                         |                                         |
| --------------------------------------- | --------------------------------------- | ------------------------------------------------------------------------------------------ | ------------------------------------------------ | --------------------------------------- | --------------------------------------- | --------------------------------------- | --------------------------------------- | --------------------------------------- | --------------------------------------- |
| 15.                                     | Outta My Hands (Loco)                   | - Selena Gomez - Dherbecourt - Armato - James                                              | - Rock Mafia - Frank Dukes                       | 3:32                                    |                                         |                                         |                                         |                                         |                                         |
| 16.                                     | Cologne                                 | - Selena Gomez - Angelides - Dherbecourt - Golan - Eriksen - Kent Sundberg - Cato Sundberg | - Stargate - Donkeyboy - Dreamlab - Miles Walker | 3:52                                    |                                         |                                         |                                         |                                         |                                         |
| 57:58                                   |                                         |                                                                                            |                                                  |                                         |                                         |                                         |                                         |                                         |                                         |

Notes :
1. 1 2 3  producteur additionnel
2. 1 2 3 4 5 6  producteur vocal
3. 1 2  coproducteur

## Singles
Le premier single issu de cet album est Good For You, sorti le 26 juin 2015 en clip vidéo et le 7 août 2015 en duo avec A$AP Rocky. Ce single s'est vendu à ce jour à plus de 2 550 000 exemplaires. Il est certifié double disque de platine en Suède ; platine en Australie, au Danemark et aux États-Unis ; or au Canada, en Italie et en Nouvelle-Zélande ; et disque d'argent au Royaume-Uni.
Le 22 septembre 2015, le clip vidéo ainsi que le titre Same Old Love est dévoilé par la chanteuse. À la fin de ce clip, une séquence du concert promotionnel Revival Event du 16 septembre 2015 est visible. Le titre s'est vendu à plus de 2 800 000 exemplaires à ce jour et est certifié disque d'or au Canada et en Suède.
Le troisième single issu de cet album est Hands to Myself, sorti le 21 décembre 2015 et vendu à plus de 1 800 000 exemplaires à ce jour.
Le quatrième single issu de Revival est Kill Em With Kindness. Un clip est sorti le 6 juin 2016, il totalise plus de 100 000 000 vues en un mois.
L'album a globalement reçu des critiques positives. Le site Rolling Stone américain qualifie l'album de « confiant » et qui « révèle la vraie personnalité de la chanteuse ».
Le site AllMusic lui cède la moyenne avec une note de 3/5 en exprimant : « c'est un album pop qui se tient en général mais c'est un peu trop conventionnel et prévisible pour classer Revival comme son meilleur travail ».
Metacritic déclare que « le deuxième album solo de la chanteuse présente une évolution: tant musicalement que vocalement. L'album est dans l’ensemble convenable avec des invités comme A$AP Rocky ».

## Certifications et Ventes
| Pays       | Certification | Ventes                     |
| ---------- | ------------- | -------------------------- |
| États-Unis | Platine       | 1 000 000+ (ventes+stream) |
| Brésil     | Platine       | 50 000+                    |
| Mexique    | Or            | 30 000                     |
| Suède      | Or            | 20 000                     |
| Monde      |               | 1 480 000                  |

Ce tableau illustre les ventes mondiales de l'album ainsi que ses certifications dans chaque pays.
1: Dernière mise à jour le dimanche 17 juillet 2016.
| Single                                | Date de Sortie    | Ventes     | Certifications |
| ------------------------------------- | ----------------- | ---------- | -------------- |
| "Good for You" (featuring ASAP Rocky) | 22 juin 2015      | 3 980 000  | 3 × Platine    |
| Same Old Love                         | 10 septembre 2015 | 2 550 000  | 2 × Platine    |
| Hands To Myself                       | 26 janvier 2016   | 1 700 000  | Platine        |
| Kill Em With Kindness                 | 3 mai 2016        | +2 000 000 | 2 × Platine    |

Ce tableau représente les ventes des singles de cet album. Les certifications sont basées sur celles des États-Unis
1: Dernière mise à jour le dimanche 17 juillet 2016.

## Historique de Sortie
|               | Standard Édition | Deluxe Édition | Deluxe Édition (5 bonus tracks) |
| ------------- | ---------------- | -------------- | ------------------------------- |
| Sortie        | 9 octobre 2015   | 9 octobre 2015 | 9 octobre 2015                  |
| Disponibilité | Oui              | Non            | Internet Uniquement             |

Ce tableau présente l'historique de sortie de l'album ainsi que sa disponibilité selon les différentes versions.
Standard Édition, Deluxe Édition (5 bonus tracks), Deluxe Édition
1: Dernière mise à jour le dimanche 17 juillet 2016.